# Petroica dorsiverda
La petroica dorsiverda (Pachycephalopsis hattamensis) és un ocell de la família dels petròicids (Petroicidae).

## Hàbitat i distribució
Habita el sotabosc dens a les muntanyes de l'oest i centre de Nova Guinea.